# O. K. Funky God
「O.K. Funky God」（オーケー・ファンキー・ゴッド）は、日本の女性歌手、鈴木亜美のコラボレーション企画“join”の1枚目のシングル。

## 解説
- 13000枚限定生産シングル。
- アーティストとのコラボレーション企画"join"3週連続完全限定生産シングルの第1弾作品。ゲストアーティストはバンドBuffalo Daughter。
- なお、c/wにはナレーション・ドラマプロジェクト"join"の第1弾が収録。ここに収録されたエピソードの続きは、次のシングル「Peaceお届け!!♡」 (鈴木亜美 joins THC!!)に収録されている。なお、アルバム『CONNETTA』(CD+AタイプDVD)に収録されたオリジナルショートムービー"join"の数日前のエピソードとなっている。

## 収録曲
1. O.K. Funky God
  - 作詞：Buffalo Daughter・鈴木亜美 / 編曲・作曲：Buffalo Daughter
  - フジテレビ『魁!音楽番付』2007年3月度オープニングテーマ
2. O.K. Funky God "God make Dub"
  - Dub mix by ZAK
  - 本作のミキサー松村和幸（ZAK名義で）によるリミックス。
3. Narration Drama「join」#1～7days before～
  - Cast：Ami Suzuki ＋ Hiroyuki Onoue（尾上寛之）
  - Directed & Written by Kazuya Shiraishi（白石和彌）

## リンク
- 『O.K. Funky God』 鈴木亜美＆Buffalo Daughter インタビュー